# Ростањо-Костагранде (Торино)
Ростањо-Костагранде је насеље у Италији у округу Торино, региону Пијемонт.
Према процени из 2011. у насељу је живело 123 становника. Насеље се налази на надморској висини од 429 м.